# بخش گاریزات
بخش گاریزات یکی از بخش‌های شهرستان تفت در استان یزد ایران است.

## ایجاد
شماره۱۸۲۴۵۱/ت ۴۰۹۴۴ک ۸
/۱۰/۱۳۸۷
تصویب‌نامه در خصوص ایجاد بخش «گاریزات» به مرکزیت شهر بخ شامل دهستان‌های گاریزات و کهدوئیه در شهرستان تفت استان یزد
وزارت کشور
وزیران عضو کمیسیون سیاسی و دفاعی در جلسه مورخ ۱۰/۹/۱۳۸۷ بنا به پیشنهاد شماره ۸۰۶۸۷/۴۲/۴/۱ مورخ ۲۶/۶/۱۳۸۷ وزارت کشور و به استناد ماده (۱۳) قانون تعاریف و ضوابط تقسیمات کشوری ـ مصوب ۱۳۶۲ـ و با رعایت جزء (د) بند (۱) تصویب‌نامه شماره ۱۵۸۸۰۲/ت۳۸۸۵۴هـ مورخ ۱/۱۰/۱۳۸۶ تصویب نمودند:
بخش «گاریزات» به مرکزیت شهر بخ شامل دهستان‌های گاریزات و کهدوئیه در تابعیت شهرستان تفت استان یزد ایجاد می‌گردد. این تصویب‌نامه در تاریخ ۷/۱۰/۱۳۸۷ به تأیید مقام محترم ریاست جمهوری رسیده‌است.
معاون اول رئیس‌جمهور ـ پرویز داودی

## تقسیمات کشوری
- بخش گاریزات
- شهر بخ در تاریخ 23/11/1398 به شماره 229631  تاسیس و با وسعت 100 هکتار در مرکزیت بخش گاریزات میباشد .
  - دهستان گاریزات
  - دهستان کهدوئیه

## روستاها
بخش گاریزات دارای روستاهای زیر می‌باشد:
- گاریز
- بخ
- محمودآباد
- بین آباد
- حاجی‌آباد
- رعد آباد
- خواجه خضر
- منصوری
- گوراب
- اسلام‌آباد (شاه آباد)
- امیرآباد
- رحیم آباد
- وزیری
- صدیق آباد
- احمدآباد
- بزگ آباد
- محمد جانی
- اقبال آباد
- نجف آباد
- جهان‌آباد
- مریم آباد
- حسن‌آباد
- رشکوئیه
- باقرآباد
- کمال‌آباد
- حسین‌آباد
- فخر آباد
- حجت آباد
- دشت آباد
- هادی خانی
- علی آباد
- عباس‌آباد
- کهدوئیه
- دیزران

## جمعیت
بنابر سرشماری مرکز آمار ایران، جمعیت بخش گاریزات شهرستان تفت در سال ۱۳۹۰ برابر با ۶۵۴۹ نفر بوده است.ولی در سال 1400 جمعیت این بخش 20000هزار نفر گزارش شده